# بزرگ‌رایانه
بزرگ‌رایانه یا رایانه بزرگ (به انگلیسی: Mainframe computer) دسته ای از قدیمی‌ترین انواع رایانه‌ها هستند و نسبت به کاربردشان در اندازه‌های مختلف ساخته می‌شوند رایانه‌های بزرگ بسیار گرانقیمت هستند  و باید در شرایط دمایی کنترل شده نگهداری شوند. این رایانه‌ها توسط سازمان‌های بزرگ برای مقاصد خاص و عموماً پردازش حجم بسیار زیاد داده‌ها در مواردی چون سرشماری، آمار صنعت و مصرف کنندگان، برنامه‌ریزی منابع سازمان و پردازش تراکنش‌های مالی استفاده می‌شوند.
این واژه در ابتدا برای اشاره به کابینت‌هایی که واحد پردازش مرکزی و حافظه اصلی رایانه‌های اولیه را درخود جای می‌دادند به کارمی رفت. اما بعدها برای تمایز بین رایانه‌های تجاری پیشرفته و واحدهای ضعیف تر بکار گرفته شد.

## تاریخچه بزرگ‌رایانه‌ها
بزرگ‌رایانه‌ها (Mainframes) برای اولین بار در دهه ۱۹۵۰ توسط شرکت IBM معرفی شدند. هدف اصلی این دستگاه‌ها پردازش حجم بالایی از داده‌ها بود که برای کسب‌وکارها، سازمان‌های دولتی و تحقیقات علمی حیاتی به‌شمار می‌رفت. اولین نسل از این رایانه‌ها از لامپ‌های خلأ استفاده می‌کردند و بسیار بزرگ و گران‌قیمت بودند.
در دهه ۱۹۶۰، بزرگ‌رایانه‌ها پیشرفت چشمگیری کردند و به دلیل معرفی فناوری ترانزیستورها، اندازه و هزینه آنها کاهش یافت. خانواده System/360 شرکت IBM یکی از موفق‌ترین محصولات این دوره بود که به استانداردی در این حوزه تبدیل شد.

## معماری و فناوری
بزرگ‌رایانه‌ها از معماری بسیار پیچیده‌ای استفاده می‌کنند که برای مدیریت هم‌زمان هزاران کاربر و پردازش حجم عظیمی از داده‌ها طراحی شده است. این معماری شامل ویژگی‌هایی مانند:
- پردازنده‌های چندگانه: برای توزیع بار پردازشی.
- حافظه بزرگ: برای ذخیره‌سازی و پردازش داده‌ها در لحظه.
- سیستم‌عامل‌های خاص: مانند Z/OS و Linux on Z، که برای استفاده بهینه از منابع طراحی شده‌اند.
- پشتیبانی از قابلیت اطمینان بالا (High Availability): سیستم‌ها به گونه‌ای طراحی شده‌اند که حتی در صورت بروز خطا، عملیات متوقف نشود.

## کاربردهای بزرگ‌رایانه
- بانکداری و مالی: بزرگ‌رایانه‌ها در سیستم‌های بانکی برای پردازش تراکنش‌های مالی، مدیریت حساب‌ها و تحلیل داده‌ها استفاده می‌شوند.
- سازمان‌های دولتی: برای مدیریت داده‌های حساس، پردازش اطلاعات شهروندان و اجرای برنامه‌های کلان ملی.
- صنعت بیمه: پردازش سریع ادعاها و مدیریت پایگاه‌های داده بزرگ.
- صنعت حمل‌ونقل: مدیریت سیستم‌های رزرواسیون، کنترل ترافیک و نظارت بر زنجیره تأمین.

## مزایا و معایب

#### مزایا:
- توانایی پردازش هم‌زمان میلیون‌ها تراکنش.
- پایداری و اطمینان بالا.
- امنیت بسیار قوی برای داده‌های حساس.
- قابلیت مقیاس‌پذیری برای افزایش توان پردازش.

#### معایب:
- هزینه بالای خرید و نگهداری.
- نیاز به متخصصان ماهر برای مدیریت و پشتیبانی.
- رقابت با سرورهای ابری که هزینه کمتری دارند.

## شرکت‌های تولیدکننده
- IBM: برترین تولیدکننده بزرگ‌رایانه‌ها.
- Fujitsu: با محصولات پیشرفته‌ای مانند GS21.
- Unisys: با تمرکز بر راهکارهای سازمانی.
- Hitachi: توسعه‌دهنده سیستم‌های پیشرفته محاسباتی.

## آینده بزرگ‌رایانه‌ها
با رشد فناوری‌های نوظهور و نیازهای پیچیده سازمان‌ها، آینده بزرگ‌رایانه‌ها (Mainframes) به سمت تطبیق و ادغام با فناوری‌های جدید حرکت می‌کند. در ادامه به برخی از جنبه‌های کلیدی آینده بزرگ‌رایانه‌ها پرداخته می‌شود:

### ۱. ادغام با رایانش ابری (Cloud Computing)
بزرگ‌رایانه‌ها به طور فزاینده‌ای با خدمات ابری ادغام می‌شوند. این ترکیب به سازمان‌ها امکان می‌دهد تا از قدرت پردازشی عظیم بزرگ‌رایانه‌ها در کنار انعطاف‌پذیری و مقیاس‌پذیری ابر استفاده کنند.
- مزایا:
  - کاهش هزینه‌ها با به‌کارگیری مدل‌های ترکیبی (Hybrid Cloud).
  - امکان دسترسی به داده‌ها و پردازش از هر مکان.
- چالش‌ها:
  - پیچیدگی در ادغام فناوری‌های قدیمی با زیرساخت‌های جدید.

### ۲. رایانش کوانتومی (Quantum Computing)
هرچند رایانش کوانتومی هنوز در مراحل اولیه است، پیش‌بینی می‌شود در آینده، بزرگ‌رایانه‌ها با فناوری کوانتومی ترکیب شوند. این ترکیب می‌تواند قدرت پردازش را به سطحی بی‌سابقه برساند و مسائل پیچیده‌ای مانند پیش‌بینی آب‌وهوا، کشف دارو و تحلیل داده‌های کلان را حل کند.

### ۳. هوش مصنوعی و یادگیری ماشین
بزرگ‌رایانه‌ها به دلیل توانایی پردازش سریع داده‌های عظیم، نقشی کلیدی در پروژه‌های مرتبط با هوش مصنوعی و یادگیری ماشین خواهند داشت.
- موارد استفاده:
  - تحلیل بلادرنگ داده‌ها برای پیش‌بینی‌های اقتصادی.
  - پردازش زبان طبیعی (NLP) برای خدمات مشتریان در مقیاس بزرگ.
  - شناسایی الگوهای تقلب در سیستم‌های مالی.

### ۴. افزایش امنیت سایبری
با افزایش حملات سایبری پیچیده، امنیت داده‌ها به یکی از اولویت‌های اصلی بزرگ‌رایانه‌ها تبدیل شده است.
- راهکارها:
  - استفاده از الگوریتم‌های رمزنگاری پیشرفته.
  - پیاده‌سازی معماری‌های ضدنفوذ برای حفاظت از داده‌های حساس.

### ۵. رشد در صنایع نوظهور
بزرگ‌رایانه‌ها همچنان در صنایع جدیدی مانند اینترنت اشیا (IoT) و خودروهای خودران نقش حیاتی خواهند داشت.
- مثال‌ها:
  - مدیریت و تحلیل داده‌های تولیدشده توسط میلیاردها دستگاه IoT.
  - هماهنگ‌سازی شبکه‌های پیچیده خودروهای خودران.

### ۶. پایداری و بهره‌وری انرژی
با توجه به تمرکز جهانی بر کاهش مصرف انرژی و حفظ محیط زیست، تولیدکنندگان بزرگ‌رایانه در حال توسعه دستگاه‌هایی با مصرف انرژی بهینه هستند.
- ویژگی‌ها:
  - طراحی پردازنده‌های کم‌مصرف.
  - استفاده از منابع انرژی تجدیدپذیر در مراکز داده.

### ۷. افزایش همکاری جهانی
بزرگ‌رایانه‌ها با تقویت همکاری بین‌المللی در پروژه‌های علمی، زیست‌محیطی و اقتصادی نقش بیشتری ایفا خواهند کرد. به‌عنوان‌مثال:
- شبکه‌سازی برای تحقیقات ژنومی.
- شبیه‌سازی تغییرات اقلیمی در مقیاس جهانی.

بزرگ‌رایانه‌ها با انطباق و تکامل، نه‌تنها جایگاه خود را حفظ خواهند کرد، بلکه به یکی از ابزارهای حیاتی برای مدیریت داده‌های کلان، امنیت سایبری و حل مسائل پیچیده تبدیل می‌شوند. با این حال، موفقیت آنها بستگی به توانایی تولیدکنندگان در تطبیق با فناوری‌های جدید و نیازهای متغیر بازار دارد.